# 더 노스
더 노스(El Norte, The North)는 미국에서 제작된 그레고리 나바 감독의 1983년 모험, 드라마, 스릴러 영화이다. 자이데 실비아 구티에레즈 등이 주연으로 출연하였고 트레버 블랙 등이 제작에 참여하였다.

## 출연

### 주연
- 자이데 실비아 구티에레즈
- 데이빗 빌랄판도
- 에르네스토 고메즈 크루즈

### 조연
- 루페 온티베로스
- 트리니대드 실바
- 앨리시아 델 라고
- 아벨 프랑코
- 엔리크 카스틸로
- 토니 플라나
- 다이안 캐리
- 마이크 고메즈